# 許凱沃格灣
69°36′S 39°41′E / 69.600°S 39.683°E
許凱沃格灣是南極洲的海灣，位於毛德皇后地，處於呂佐夫-霍爾姆灣東岸，該海灣根據挪威探險隊拍攝的空中照片被繪入地圖，該海灣現時由南極條約體系管理。